# 関東国際高等学校
関東国際高等学校（かんとうこくさいこうとうがっこう）は、東京都渋谷区本町三丁目に位置する私立高等学校である。
英文表記は"Kanto International Senior High School"。略称はの表記は平成27年度までは「関東国際」だったが平成28年度以降は「関東国際高」。

## 沿革
1924年（大正13年）4月に松平濱子により関東高等女学校として創設。終戦直後には旧制専門学校である関東女子専門学校を群馬県館林市に設置するが、1955年（昭和30年）に分離し現在に至る。なお、分離した女子専門学校は学制改革を経て、関東短期大学・関東学園大学として現在に至る。
中国語コースが新設された1986年度（昭和61年度）から外国語科と演劇科が男女共学となり、1998年度（平成10年度）からは普通科も男女共学になったことで、全学科・全コースが男女共学となった。かつて、附属すみれ幼稚園という幼稚園が隣接されていたが、2005年度（平成17年度）をもって廃園となり、その跡地は改装し、職員棟となった。

## 課程
すべて全日制の課程。
- 普通科
外国籍の生徒を主に受け入れている「日本文化コース」と、国立大や理系大学を目指す「文理コース」に分かれている。
勝浦研修施設への冬季研修に加え、国内での研修を計画している。
- 外国語科英語コース
旧称：英語科
2017年度より海外大学留学クラスの募集を停止。1年次に英語コースとして一括募集した上で、2年次以降に「英語クラス」と「海外留学クラス」に分かれる。
かつてアメリカ・オーストラリアへの約1ヶ月の研修が行われていたが、現在は各自で同校の留学制度を利用して海外留学を行う方針に変更された。現在、約20カ国にある提携校で交換留学が可能となっている。
- 外国語科近隣語各コース
旧称：中国語科
ロシア語コースを設立した際に「外国語科中国語・ロシア語コース」となり、韓国語コースが設立された2000年度からは2006年度まで「外国語科 中国語・ロシア語・韓国語コース（中露韓コース）」と呼ばれていたが、2007年度よりタイ語・ベトナム語・インドネシア語の3コースが新たに設立された。
各言語の国や地域で2週間から1ヵ月程度の研修を行う。
- 演劇科(楡組)
1984年度より演劇を通じた情操教育を目的として設置された。日本で正式な課程として設置する高等学校は数少ない。コース開設当初から劇団四季との提携でカリキュラムや校外指導で講師などが派遣されており、多くの出身者が劇団四季に入団したが、現在は提供を解消している。2015年度入試より演劇科の募集を停止した。
これにより2017年3月1日(金)31期生の卒業を以って演劇科コースは一旦廃科となった。

## 特色
- 全ての学科・コースにおいて英会話中心の授業が行われる。
- 全国各地の教育施設と連携した交換留学制度や海外研修、世界教室など、国際的な行事が多い。
- 毎年9月に、オープンキャンパスを兼ねた「世界教室」と呼ばれるプログラムが開催され、世界約20の国や地域の提携校（アメリカ、イギリス、韓国、ロシア、オーストラリア、スリランカ、南アフリカなど）が参加し、毎年各国の代表生徒が提携校に集まり、討論会を行う（2年に1度、同校に全代表生徒が集まる）。
- 放課後に各教科の講習を無料で受講することができる（月に数回実施される）。

## 校則
- 本校では次のような校則が定められている。
  - 制服の着用義務
  - 特殊カット・化粧・ピアスの禁止
  - 自動車・バイク・自転車での通学禁止
  - 芸能活動の禁止
  - 登下校時、高校・初台駅・西新宿五丁目駅付近の商業施設・オペラシティ・レストラン並びに新宿等、高校付近繁華街の立ち寄り禁止
  - 携帯電話等は校内使用禁止
  - 未成年者同士での旅行・外泊禁止（長期休暇中を除く）

## 教育
- 本校は文部科学省SELHi指定校。

（例：トマティス・メソッドに基づく聴覚トレーニングが外国語科英語コース生徒は必修となっている）
- 授業は英語をはじめ現代文・古典・数学などで習熟度別授業が行われている。基本的に言語の授業は少人数制をとっており、20～25名程度で行う。
- 英語コースにおける英語の授業は週10～14時間。普通科で「英語コース」をうたっている高校もあるが、それに比べると外国語科は言語の授業数が圧倒的に多い。

- 外国語科近隣語各コースにおいては、その言語（中国語・ロシア語・韓国語・インドネシア語・タイ語・ベトナム語・フランス語・スペイン語のいずれか）の授業が週6時間あり、3年次において英語の演習授業を選択しなかった場合、近隣語の授業が週10時間程度にまで達する。これらの近隣語の授業のレベルは、学年が上がるにつれて高度な学習内容であると大学関係者側から注目が集まっている。

- 2015年、体育館の1階に図書室が設置された。

## 学校行事
千葉県勝浦市興津に広大な研修施設（ブルーベリーヒル勝浦と称す）があり、年2回（3年生は1回のみ）ここで選択プログラム（ハーブや馬術など）やボランティア活動などの研修をする。

## 学園祭
学園祭はInternational Festival（インターナショナル・フェスティバル）と呼ばれる。海外から学生が集まること以外はごく普通の文化的な学園祭である。
さらに、1年おきにWorld School（世界教室）というイベントが同時開催される。西暦で奇数年は本校・勝浦研修施設で、偶数年は外国で行われている。
尚、チケット制を導入しておりチケットを持っていない者は校内に入れない。

## 制服
- 冬服 男子：ブレザー、女子：セーラー服（紺）
- 夏服 男子：ワイシャツ、女子：セーラー服（白）

## 交通・
- 西新宿五丁目駅（都営地下鉄大江戸線）徒歩5分
- 初台駅（京王新線）徒歩8分
- 渋64・春の小川ルート（京王バス） 関東国際高校下車、徒歩1分[1]

## 周辺環境
- 校舎は山手通り沿いの新宿区と渋谷区が入り混じるところに位置し、校内からは新宿の高層ビルが一望できる。
- 周辺には新国立劇場（東京オペラシティ）の他、ロッテ本社・伊藤園本社などがある。

## 部活動
- バレーボール部、バスケットボール部、馬術部、フットサル部、吹奏楽部の5つを「強化クラブ」に指定している。
- 馬術部
  - 第57回全日本高等学校馬術競技大会（インターハイ）優勝
  - 第53回全日本高等学校馬術競技大会（インターハイ）準優勝
  - 第49回全日本高等学校馬術競技大会（インターハイ）3位入賞
  - 第26回全日本高等学校馬術選手権大会（個人インターハイ） 4位入賞
- 吹奏楽部
  - 第55回東京都高等学校吹奏楽コンクール B I組 金賞
- バレーボール部
  - 2015年東京都春季バレーボール大会リーグ戦 優勝
  - 2016年東京都IH予選都ベスト32
- ソフトボール部
  - 2015年男子ソフトボール春季大会 東京第2代表

## 主な出身者
- 赤坂芳恵：元おニャン子クラブ - 演劇科
- 有賀光一：ミュージカル俳優 - 演劇科
- 石山雄太：京劇俳優
- 伊能静：台湾女優
- 後藤麻衣：モデル、タレント
- 金子絵里：タレント、元JJモデル
- 熊木杏里：シンガーソングライター
- 鴻上久美子：女優 - 演劇科
- 笠原光希：ミュージカル俳優 - 演劇科23期
- 清水愛：声優、歌手
- 鈴木春花：元テレビ山梨アナウンサー
- 染谷早紀：ミュージカル俳優 - 演劇科23期
- 高橋伊久磨：ミュージカル俳優 - 演劇科27期
- 玉置玲央：俳優・演出家 - 演劇科
- 田辺智加：お笑い芸人（ぼる塾）
- 塚原愛：NHKアナウンサー
- 土屋炎伽：チアリーダー
- 長渕文音：女優
- 夏桂子：女優
- 西丸優子：女優 - 演劇科
- 二ノ宮知子：漫画家
- 服部ゆう：ミュージカル俳優 -　演劇科21期
- 堀内敬子：女優 - 演劇科
- 真彩希帆：元宝塚歌劇団雪組トップ娘役
- 三浦孝太：俳優 - 外国語科英語コース
- 宮田憲江：チアリーダー
- やなせなつみ：声優
- YOU THE ROCK★：ラッパー - 中退
- 吉野圭吾：俳優 - 演劇科
- 渡邊安理：女優 - 演劇科
- 渡部累：モデル、女優、フィットネスインストラクター

## 関連校
- 関東学園大学
- 関東学園大学附属高等学校